# ماريا شنايدر (سياسية)
ماريا شنايدر (بالألمانية: Maria Schneider) (من مواليد 9 فبراير 1923)؛ هي سياسية ألمانية سابقة ( SED ). كانت عضوا في مجلس الدولة الألمانية الشرقية بين عامي 1967 و 1971. 